# Shenzhen Open (ATP)
Lo Shenzen Open è stato un torneo maschile di tennis che si giocato a Shenzhen in Cina. Ha fatto parte della categoria ATP World Tour 250 series, giocato sul cemento. La prima edizione si è disputata nel 2014, l'ultima nel 2018.
Dal 2019 è stato sostituito in calendario dal torneo di Zhuhai.

## Albo d'oro

### Singolare
| Anno | Campione           | Finalista              | Punteggio           |
| ---- | ------------------ | ---------------------- | ------------------- |
| 2014 | Andy Murray        | Tommy Robredo          | 5–7, 7–6(9), 6–1    |
| 2015 | Tomáš Berdych (1)  | Guillermo García López | 6–3, 7–6(7)         |
| 2016 | Tomáš Berdych (2)  | Richard Gasquet        | 7–6(5), 6(2)–7, 6–3 |
| 2017 | David Goffin       | Alexandr Dolgopolov    | 6–4, 6(5)–7, 6–3    |
| 2018 | Yoshihito Nishioka | Pierre-Hugues Herbert  | 7–5, 2–6, 6–4       |

### Doppio
| Anno | Campioni                       | Finalisti                     | Punteggio           |
| ---- | ------------------------------ | ----------------------------- | ------------------- |
| 2014 | Jean-Julien Rojer Horia Tecău  | Samuel Groth Chris Guccione   | 6–4, 7–6(4)         |
| 2015 | Jonathan Erlich Colin Fleming  | Chris Guccione André Sá       | 6–1, 6(3)–7, [10–6] |
| 2016 | Fabio Fognini Robert Lindstedt | Oliver Marach Fabrice Martin  | 7–6(4), 6–3         |
| 2017 | Alexander Peya Rajeev Ram      | Nikola Mektić Nicholas Monroe | 6–3, 6–2            |
| 2018 | Ben McLachlan Joe Salisbury    | Robert Lindstedt Rajeev Ram   | 7–6(5), 7–6(4)      |